# Johann Karl Wilhelm Voigt
Johann Karl Wilhelm Voigt, född 20 februari 1752 i Allstedt, storhertigdömet Weimar, död 1 januari 1821 i Ilmenau, var en tysk mineralog och geolog.
Voigt åtföljde storhertigen av Weimar på resor i naturhistoriskt syfte, blev 1785 bergssekreterare och 1789 bergsråd i Ilmenau. Han var en av Abraham Gottlob Werners tidigaste lärjungar, men genom sina geologiska undersökningar i Rhentrakterna kom han snart (1783) till den åsikten, att basalten var en eruptiv bergart; genom sina senare arbeten ställde han sig på en mera utpräglat plutonistisk ståndpunkt, och i den uppstående striden mellan neptunister och plutonister kom han att alltmer avlägsna sig från sin ursprunglige läromästare.